# Nijmegenmarsch

Vierdaagse-Banner

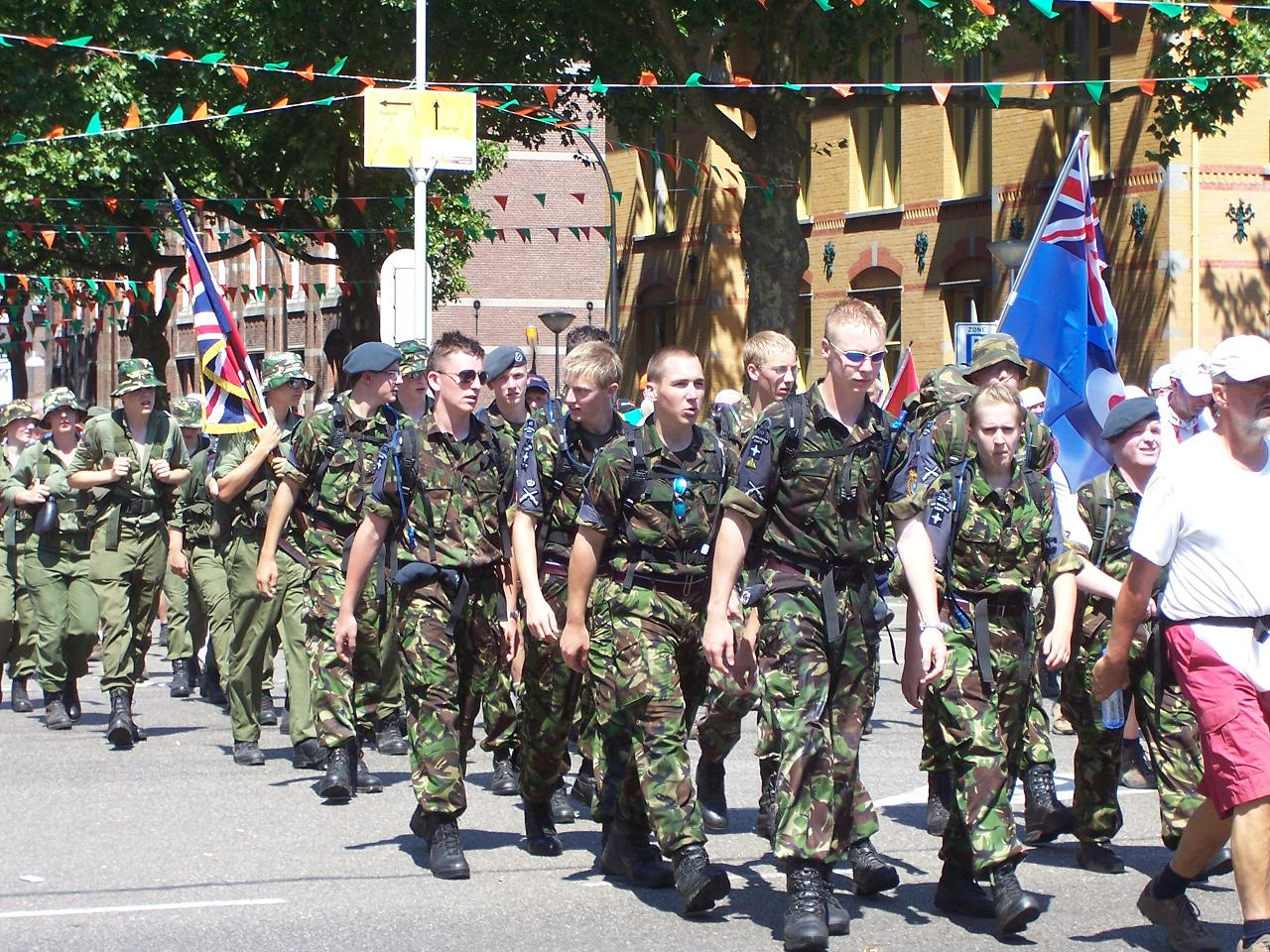
Militärangehörige beim Marsch

Der Nijmegenmarsch oder Nimwegenmarsch (Langform/niederländisch de Internationale Vierdaagse Afstandsmarsen Nijmegen, umgangssprachlich/kurz Vierdaagse; deutsch Internationaler Viertage-Distanzmarsch Nimwegen) ist eine viertägige Marschveranstaltung, die jährlich am 3. Dienstag im Juli in der niederländischen Stadt Nijmegen beginnt. Veranstalter ist die Stichting DE 4DAAGSE (deutsch Vierdaagse-Stiftung), die Teil des Koninklijke Nederlandse Bond voor Lichamelijke Opvoeding (Abk. KNBLO-NL; deutsch Königlicher niederländischer Bund für Leibeserziehung) ist.

## Geschichte

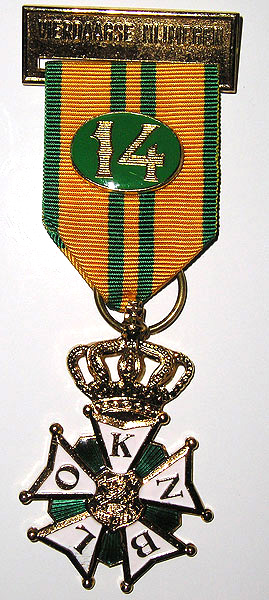
Viertagekreuz (14. Verleihung)

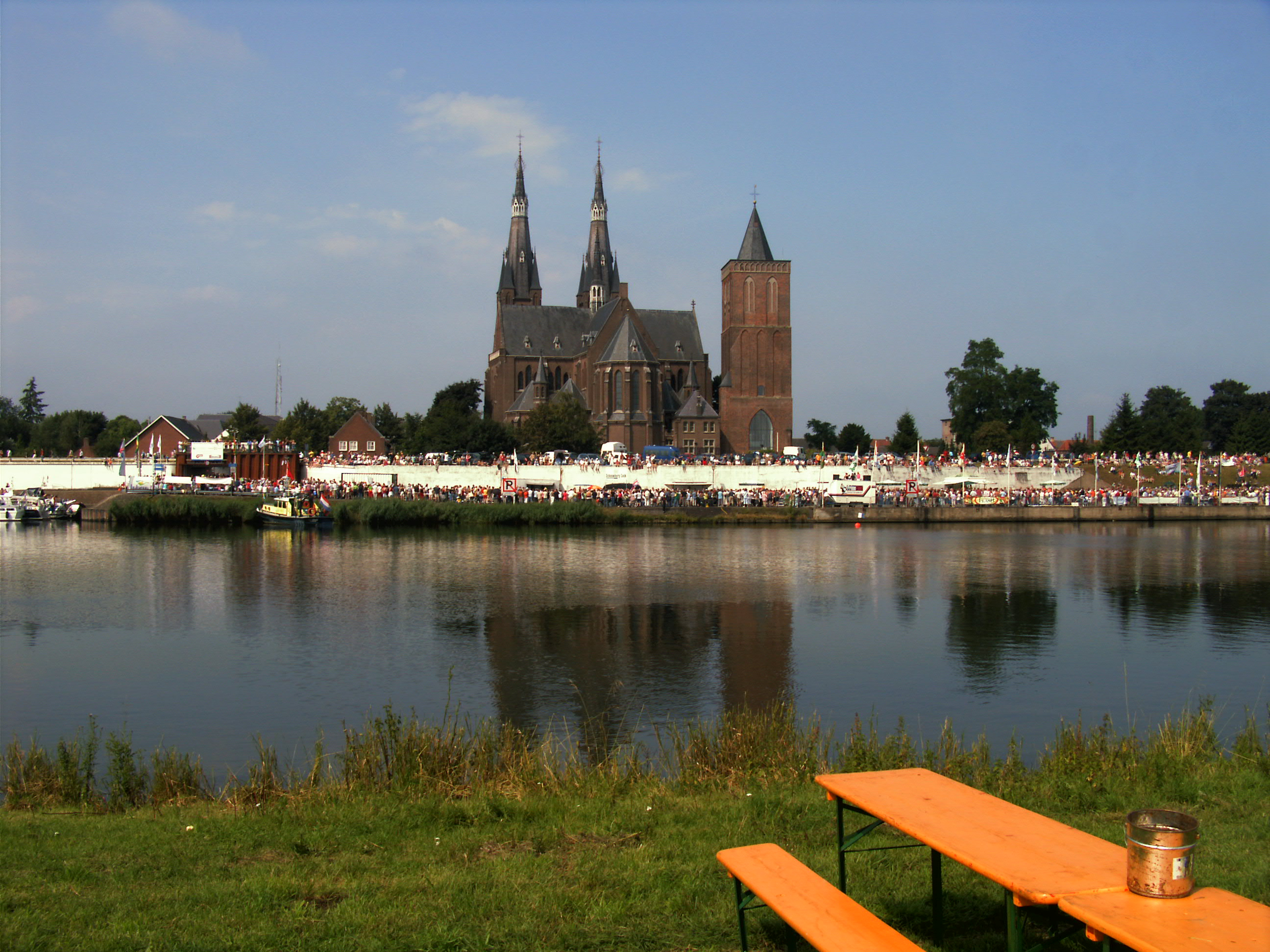
Nijmegenmarsch 2004

Der Marsch wurde erstmals 1909 durchgeführt. Damals konnten die gut 300 Teilnehmer von 13 verschiedenen Ortschaften aus starten. Ein Jahr später wurde entschieden, die Wanderung künftig nur noch von einem Ort aus in Angriff zu nehmen. Die erste Frau beteiligte sich 1911 an dem Marsch. Obwohl sie das Ziel erreichte, kam sie aber nicht in den Genuss einer Medaille. Die ersten ausländischen Gruppen – heute sind es über 60 zivile und militärische Delegationen – schrieben sich 1928 für die Teilnahme an der Veranstaltung ein. 1932 meldeten sich erstmals mehr Zivilisten als Militärangehörige für den Marsch an. Äußerst populär wurde der Viertagemarsch von Nimwegen nach Ende des Zweiten Weltkriegs. 1954 nahmen erstmals mehr als 10.000 Personen daran teil.
Im Jahr 2003 wurde zum ersten Mal in der Geschichte des Marsches dienstags auf Grund der hohen Temperaturen die Marschstrecke auf maximal 40 km begrenzt.
2006 musste die 90. Vierdaagse zum ersten Mal seit 1909 bereits nach dem ersten Marschtag abgebrochen werden. Bei Temperaturen von mehr als 35 °C mussten 30 Teilnehmer ins Krankenhaus gebracht werden. Zwei Personen, darunter ein geübter Wanderer, der bereits zum 13. Mal an der Wanderung teilnahm, starben. Eine weitere Person befand sich in kritischem Zustand. Insgesamt mussten die Hilfsdienste rund 300 Personen betreuen. Von den 44.000 Teilnehmern erreichten rund 1.000 das Ziel nicht. Da am Mittwoch mit noch höheren Temperaturen zu rechnen war, wurde auf eine Fortsetzung des populären Marsches verzichtet. Eine Handvoll eingefleischter Wanderer meldete sich am Mittwoch trotzdem zum Start. An den Festivitäten rund um die weltweit größte Veranstaltung für Wanderer wurde festgehalten. Die große Mehrheit der Teilnehmer reiste aber trotzdem ab, unter ihnen auch die meisten der rund 5.000 Militärangehörigen aus dem In- und Ausland.
Am 19. Juli 2016 starteten um 4.00 Uhr früh 50.000 Teilnehmer zur „Wanderung mit weltweit den meisten Teilnehmern“.
Wegen der COVID-19-Pandemie wurde der Marsch 2020 und 2021 vollständig abgesagt.
2022 wurde der Marsch zum ersten Mal in seiner Geschichte auf nur drei Tage verkürzt. Aufgrund von Temperaturen von bis zu 39 °C entfiel der erste Marschtag (Dienstag).

## Durchführung
Für den Erhalt einer Auszeichnung sind vier Tagesetappen in der Länge von 30, 40 oder 50 km in Abhängigkeit von Altersklassen und Status (zivil oder militärisch) erfolgreich zu absolvieren. Die Regellänge liegt für Männer bei 50 km (Militär mit 10 kg Marschgepäck: 40 km) und für Frauen bei 40 km pro Tag; für Junioren (bis 16 Jahren) und Senioren (ab 50 Jahren) gelten kürzere Tagesetappen.
Die Starts erfolgen gestaffelt nach Strecken und Startgruppen zwischen 4 und 8 Uhr, zuerst die 50-km-Wanderer, zuletzt die 30-km-Wanderer. Alle Wanderer müssen bis 17 Uhr (am letzten Tag: bis 18 Uhr) das Ziel erreicht haben.
Alle Etappen beginnen und enden jeden Tag an der gleichen Stelle (auf dem Platz De Wedren, der 2016 in Vierdaagseplein umbenannt wurde). Die Strecken verlaufen rund um Nijmegen. Circa 1,5 Millionen Zuschauer verfolgen dieses Spektakel, wobei die ganze Woche Volksfeststimmung die Marschierer begleitet.
Da die Teilnehmerzahl immer weiter anstieg, wurde sie in den Jahren 2007 bis 2012 auf 45.000 Wanderer begrenzt, da die Kapazitäten auf einzelnen Streckenabschnitten ausgeschöpft waren. Dieser Umstand machte es notwendig, dass Erstläufer regelmäßig einem Losverfahren unterworfen wurden, um einen der begehrten Startplätze zu erhalten. Da nicht alle bereits im Frühjahr angemeldeten Teilnehmer tatsächlich ihre Startunterlagen im Juli am Veranstaltungsort in Empfang nehmen, wurde die maximale Teilnehmerzahl von 45.000 Personen seit 2006 nicht mehr erreicht. Um die Chancen auf einen Startplatz für Erstläufer zu verbessern und eine annähernde Auslastung der Strecke zu erzielen, wurde für das Jahr 2013 die Teilnehmerzahl auf 46.000 angehoben. Damit ist der Nijmegenmarsch die größte Veranstaltung seiner Art.
Anlässlich der 100. Vierdaagse 2016 wurden (einmalig) 50.000 Startplätze zur Verfügung gestellt. Zudem wurde die seit 1966 nicht mehr angebotene Streckenlänge von 55 km am Tag (einmalig) wieder angeboten. Somit wurde die Gemeinde Druten am zweiten Marschtag nach 50 Jahren wieder Vierdaagse-Gemeinde. Nach Abschluss der Anmeldephase(n) stand fest, dass sich mehr Teilnehmer für die 55-km-Strecke angemeldet haben, als auf der klassischen 50-km-Distanz. Darüber hinaus werden 100 Teilnehmer eine sogenannte Ehrenrunde von 50 km Länge laufen. Hierbei werden je 25 Teilnehmer an einem der vier Tage von 17 Uhr bis 3 Uhr in der Nacht zusätzlich 50 km laufen (250 km insgesamt) – also zwischen den regulären Marschtagen, die ebenfalls absolviert werden.
2016 war für einhundert Tage im Nimwegener Museum Het Valkhof eine Sonderausstellung zum Nijmegenmarsch unter dem Titel „Wandern durch die Zeit“ zu sehen.
Der Viertagemarsch ist auch Teil der Marschveranstaltungen der International Marching League (IML).

## Auszeichnungen

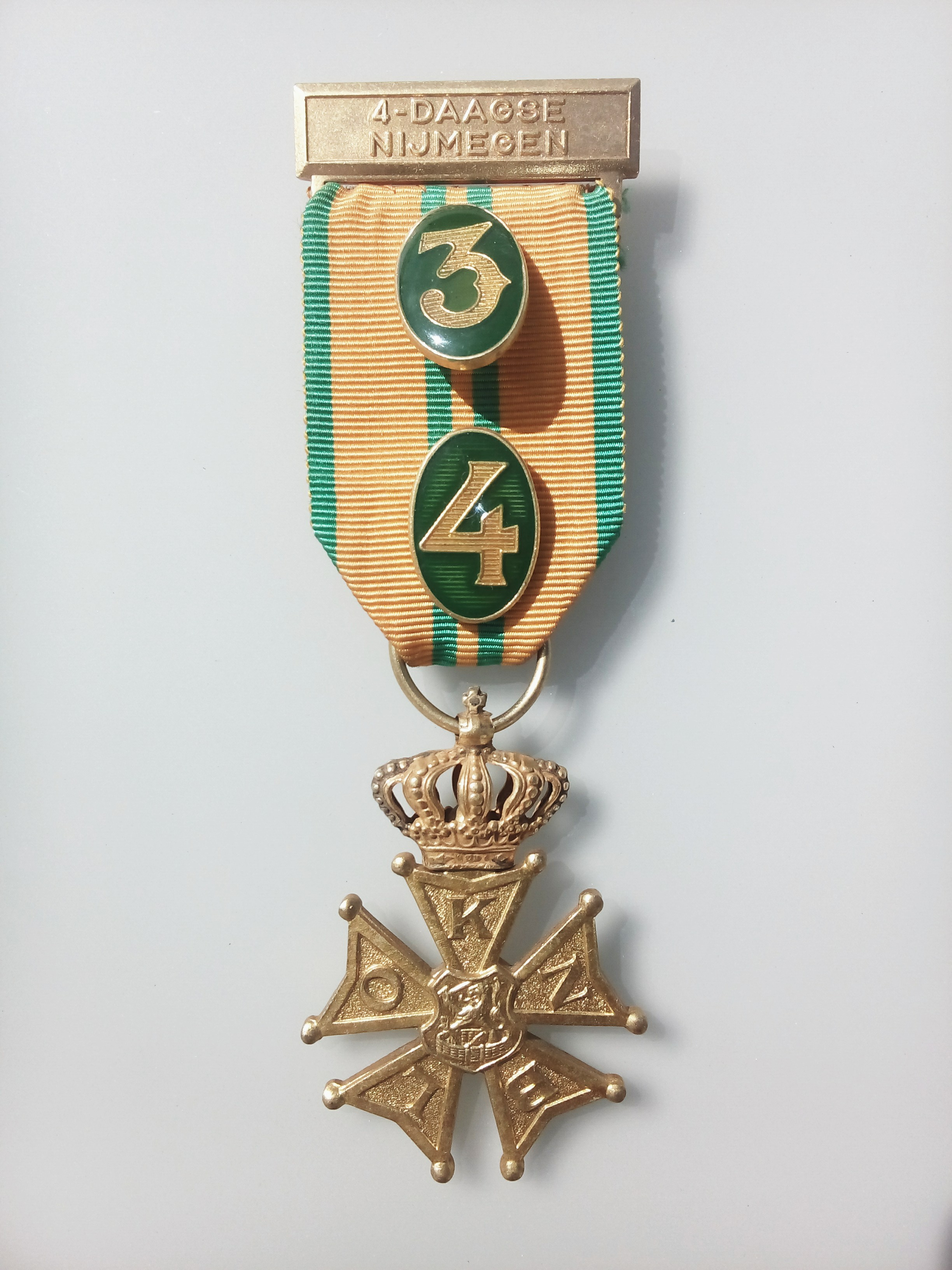
Viertagekreuz mit Krone und Ziffernschild für die 3. bzw. 4. erfolgreiche Teilnahme

Als Auszeichnung bei Bestehen der 4daagse werden drei verschiedene Medaillen und eine Teilnahmebescheinigung verliehen. Die wichtigste Auszeichnung, das Viertagekreuz, wurde von der niederländischen Königin als Orden in mehreren Stufen anerkannt. Es werden grundsätzlich drei Stufen des Viertagekreuzes verliehen:
- 1. erfolgreiche Teilnahme: Vergoldetes Bronzekreuz
- 2. erfolgreiche Teilnahme: Vergoldetes Bronzekreuz mit Krone
- 3.–4. erfolgreiche Teilnahme: Vergoldetes Bronzekreuz mit Krone und Ziffernschild der Teilnahme
- 5.–9. erfolgreiche Teilnahme: Versilbertes Bronzekreuz mit blauer Emaille und Ziffernschild der Teilnahme
- Ab der 10. erfolgreichen Teilnahme: Vergoldetes Bronzekreuz mit zweifarbiger Emaille und Ziffernschild der Teilnahme

Eine weitere sichtbare Unterteilung der einzelnen Verleihungsstufen lässt die Anzahl der erfolgreichen Teilnahme erkennen und sorgt zudem für zusätzliche Motivation, die nächste Verleihungsstufe zu erlangen: Nach der ersten erfolgreichen Teilnahme wird das vergoldete Bronzekreuz verliehen. Die zweite erfolgreiche Teilnahme wird mit dem vergoldeten Bronzekreuz belohnt, welches über dem Kreuz zusätzlich eine Krone aufweist. Die Teilnahmen 3 und 4 werden durch einen an das Ordensband (Ribbon) zu befestigenden „Zahlenschild“ ersichtlich. Die fünfte erfolgreiche Teilnahme wird mit dem Silberkreuz mit blauer Emaille auf den Kreuzarmen belohnt, die sechste Teilnahme mit dem Silberkreuz und der Krone. Teilnahmen 7, 8 und 9 sind wiederum durch den „Zahlenschild“ auf dem Ordensband ersichtlich. Teilnahme Nr. 10 wird mit Verleihung des Goldkreuzes mit zweifarbiger Emaille geehrt. Nr. 11 ist wiederum an der zusätzlichen Krone zu erkennen und hierauf folgen dann die bereits bekannten Zahlenschilde für Teilnahmen Nr. 12–24. Ab der 25. erfolgreichen Teilnahme, bis einschließlich der 39. Teilnahme wird die Ziffer von einem Lorbeerkranz umrahmt. Weitere Unterteilungen des Goldkreuzes, welche zudem durch farbliche Gestaltung der Emaille der Strahlenbündel zwischen den Kreuzarmen sowie der Kreuzarme selbst ersichtlich sind, gibt es für die 40., 50., 60. und 70. Teilnahme.
Bundeswehrsoldaten, Vollzugsbeamte der Bundespolizei (Deutschland) und Helfer der Bundesanstalt Technisches Hilfswerk dürfen den Orden als Bandschnalle oder Großabzeichen an der Uniform tragen.
Zusätzlich existiert noch die „Versorgermedaille“ in Form einer runden, bronzefarbenen Medaille. Sie ist für Versorgungs- und Unterstützungspersonal von Marschierern und Marschgruppen vorgesehen sowie die Gruppenauszeichnung in Form eines großen, vergoldeten „Coins“ mit aufgeprägter Darstellung des Viertagekreuzes.